# Hypolytrum subcompositus
Espèce
Synonymes
- Mapania camerunensis Lye

Statut de conservation UICN

CR B2ab(iii) ver 3.1 : 
En danger critique
Hypolytrum subcompositus est une espèce de plantes monocotylédones de la famille des Cyperaceae, endémique du Cameroun. 